# Liste der Träger des Bayerischen Verdienstordens
Die Liste führt Träger des Bayerischen Verdienstordens auf. Seit seiner Stiftung wurde er an 5943 Personen (Stand: 5. Juli 2023) verliehen. Laut Gesetz ist die Zahl der lebenden Ordensträger auf 2000 Personen begrenzt. Nach der Verleihung am 5. Juli 2023 waren es 1606.